# ドゥカティ・ST
ST（エスティー）は、ドゥカティがかつて製造していたオートバイの車種である。ツアラーに分類され、長距離走行に適した装備となっている。名称はスポーツツーリング（Sports Touring ）の意。

## モデル一覧
STの次の数字が1気筒当たりのバルブ数を示す。1996年に発売を開始した。当初はスポーティーなST4、廉価版のST2の2本立てであった。
2004年にフロントマスクのデザインなどの仕様変更が行われ、ST2はST3に取って代わられた。
2006年にはST3のみのラインナップとなり、2007年発売モデルを最後にスポーツツーリングシリーズはラインナップから外れた。
- ドゥカティST2 - エンジンは900SSを水冷化し排気量を増やしたもの。2バルブ。
- ドゥカティST4 - エンジンは基本的に916と共通。4バルブ。
- ドゥカティST4S - エンジンが基本的に996と共通になった。
- ドゥカティST3 - 3バルブ。ABSを搭載したバージョンもある。

ドゥカティ・STの画像
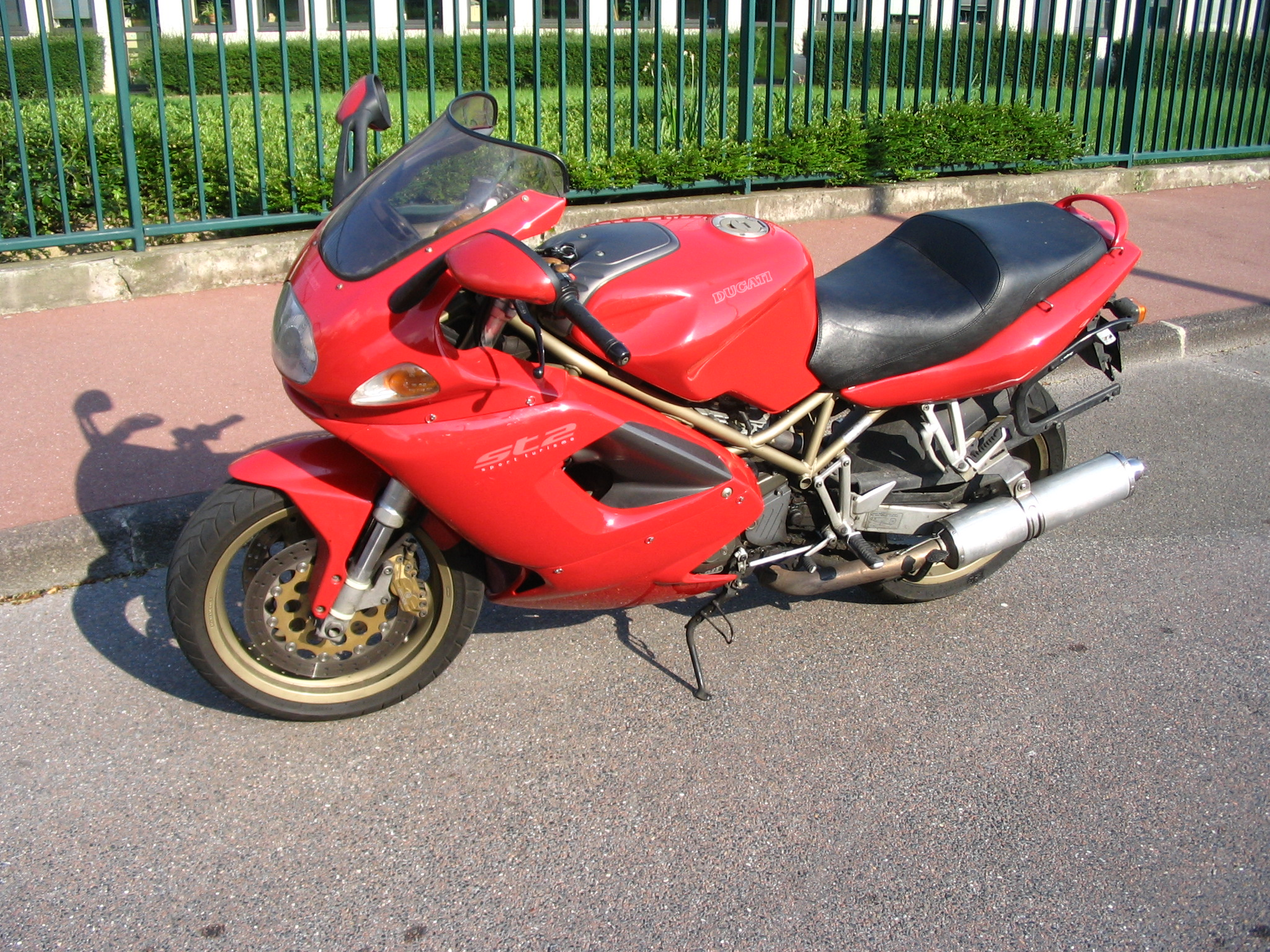
ST2
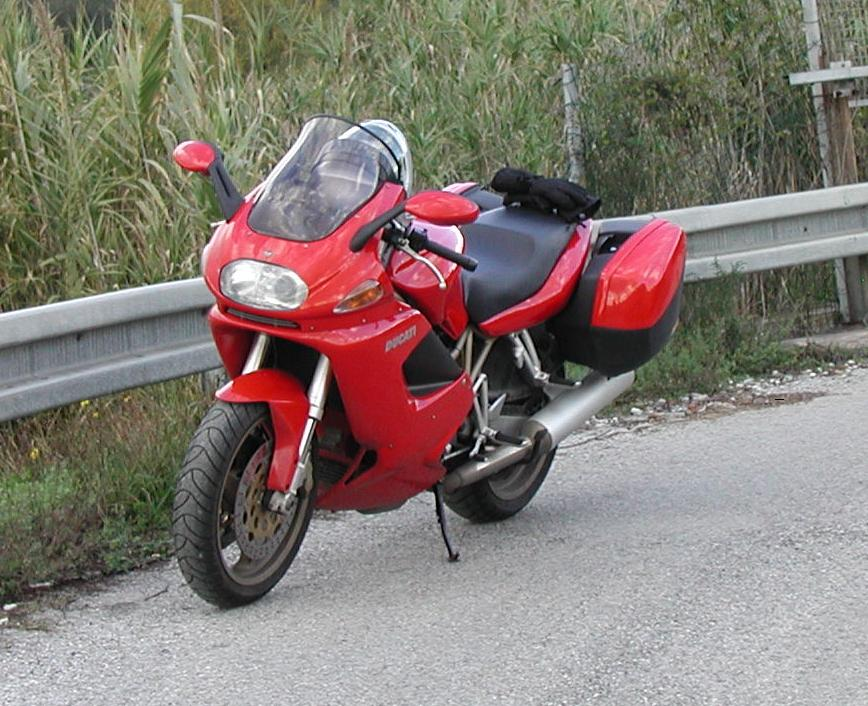
ST4（1999年モデル）
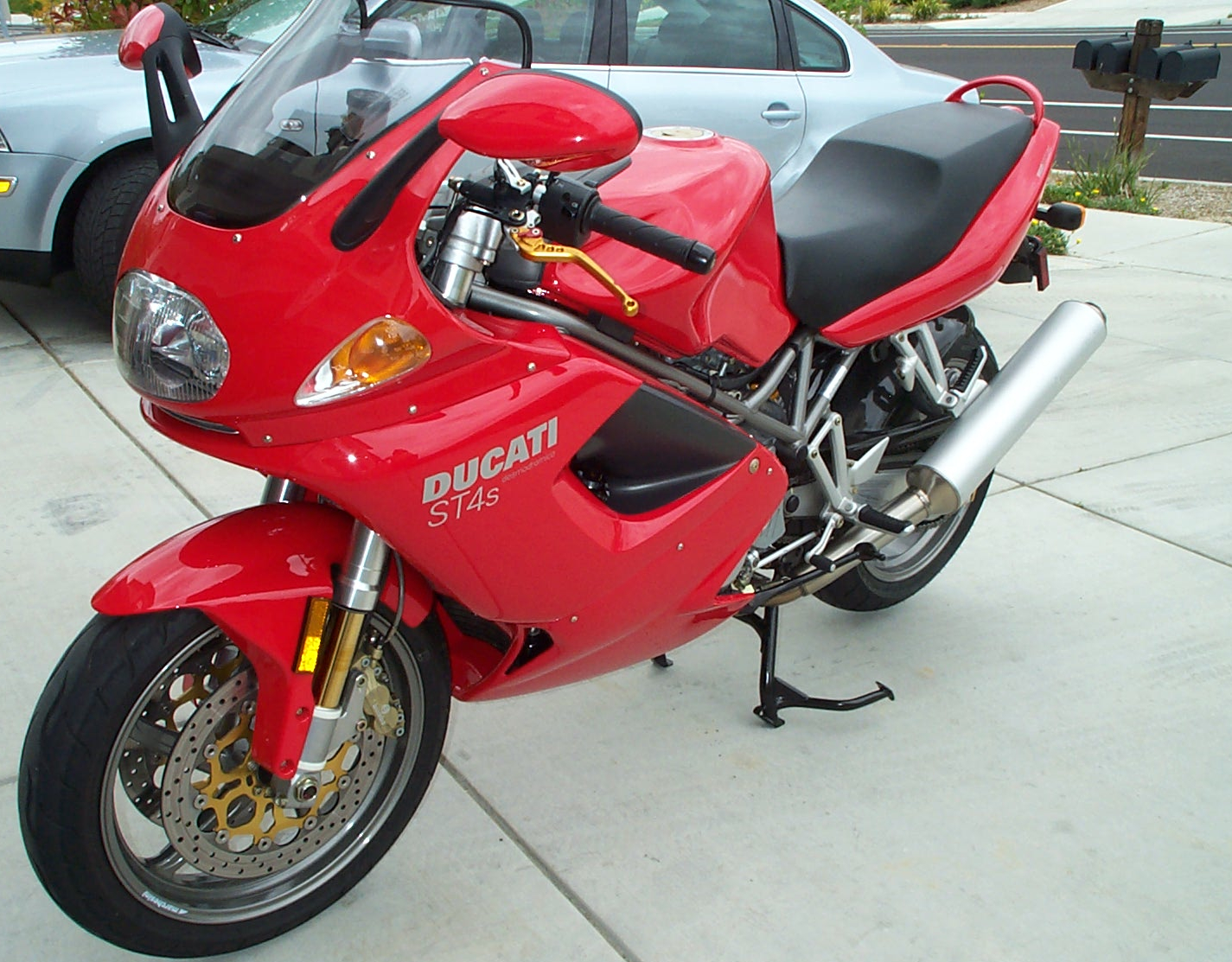
ST4（2002年モデル）
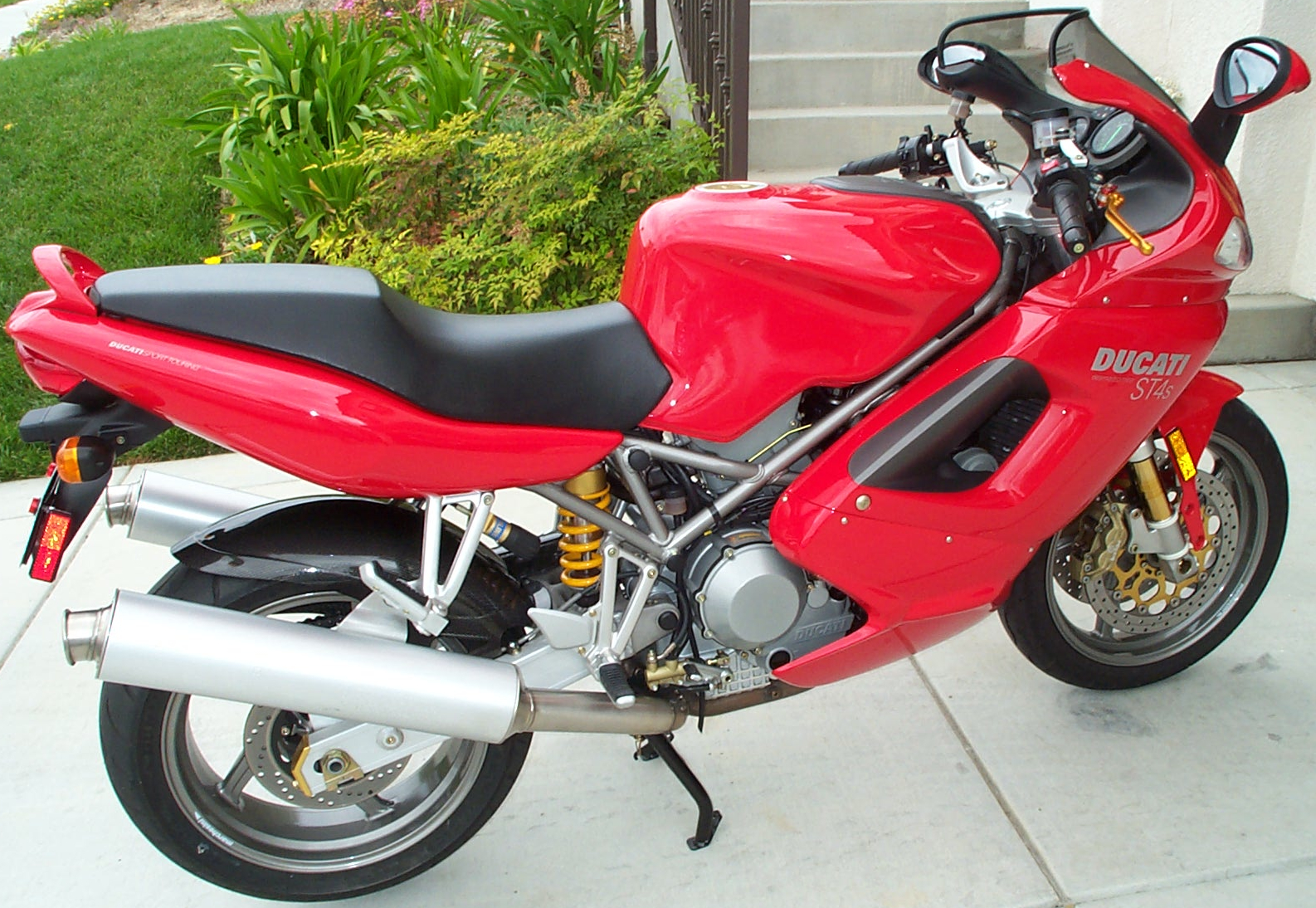
ST4（2002年モデル）
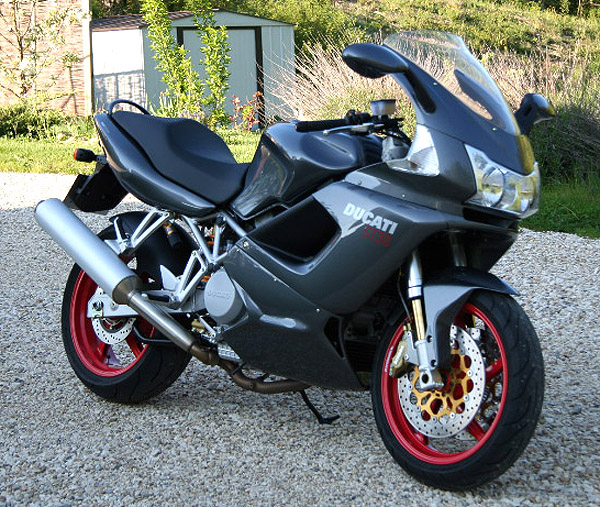
ST3s ABS（2006年モデル）